# Внешняя политика Бенина
Внешняя политика Бенина — общий курс Бенина в международных делах. Внешняя политика регулирует отношения Бенина с другими государствами. Реализацией этой политики занимается министерство иностранных дел Бенина.
После захвата власти в результате государственного переворота в Дагомее 1972 года майор Матьё Кереку объявил Республику Дагомея марксистско-ленинским государством и обратился за финансовой поддержкой к коммунистическим правительствам Восточной Европы и Азии. Чтобы дистанцировать современное государство от колониального прошлого, в 1975 году страна стала называться Народная Республика Бенин. Однако Бенин отказался от социалистической идеологии в 1989 году из-за давления со стороны кредиторов и внутренних беспорядков, связанных с экономическими трудностями.
В последние годы Бенин укрепил связи с бывшей метрополией Францией, а также с США и основными международными кредитными учреждениями. Бенин также взял на себя посредническую роль в разрешении политических кризисов в Либерии, Гвинее-Бисау и Того и предоставил помощь силам Организации Объединённых Наций в Республике Гаити, что свидетельствует о растущем доверии страны к международному сообществу.

## Двусторонние отношения
| Государство      | Установление дипломатических отношений | Примечания |
| ---------------- | -------------------------------------- | --- |
| Армения          | 2 августа 2007 года                    | |
| Азербайджан      | 14 октября 1999 года                   | |
| Буркина-Фасо     |                                        | Бенино-буркинийские отношения В сентябре 2007 года Экономическое сообщество стран Западной Африки (ЭКОВАС) вмешалось, чтобы попытаться разрешить спор о принадлежности двух деревнях вдоль границы Бенина и Буркина-Фасо, оставшихся после решения Международного суда 2005 года. |
| Китай            |                                        | Бенинско-китайские отношения - Бенин имеет посольство в Пекине; - Китай имеет посольство в Котону. |
| Куба             |                                        | - Бенин имеет посольство в Гаване; - Куба имеет посольство в Котону. |
| Дания            |                                        | Бенино-датские отношения - Интересы Дании в Бенине представлены через посольство в Уагадугу. |
| Франция          | 1960 год                               | - Бенин имеет посольство в Париже; - Франция имеет посольство в КОтону. |
| Гаити            |                                        | Бенино-гаитянские отношения Страны имеют обширную культурную историю из-за атлантической работорговли. Религия вуду проникла на Гаити из Африки. |
| Индия            |                                        | Бенино-индийские отношения - Интересы Индии в Бенине представлены через высокую комиссию в Абудже. |
| Израиль          |                                        | Израильско-бенинские отношения - Интересы Израиля в Бенине представлены через посольство в Абиджане. |
| Япония           |                                        | - Бенин имеет посольство в Токио; - Япония имеет посольство в Котону. |
| Кения            |                                        | Бенино-кенийские отношения - Интересы Кении в Бенине представлены через высокую комиссию в Абудже. |
| Кувейт           |                                        | - Бенин имеет посольство в Кувейте. - Кувейт имеет посольство в Котону |
| Мексика          | 1975 год                               | - Интересы Бенина в Мексике представлены через посольство в Вашингтоне; - Интересы Мексики в Бенине представлены через посольство в Абудже. |
| Марокко          |                                        | - Бенин имеет посольство в Рабате; - Марокко имеет посольство в Котону. |
| Нигер            |                                        | Бенино-нигерские отношения Несмотря на периодическое возобновление пограничного конфликта из-за принадлежности острова Лете на реке Нигер, эти две бывшие территории Французской Западной Африки, сохраняют тесные отношения. Нигер полагается на порт в Котону и, в меньшей степени, на Ломе (Того) и Порт-Харкорт (Нигерия) как на основной маршрут внешней торговли. Нигер имеет станцию Управления портов, а также таможенные и налоговые органы в части порта Котону, так что товары могут напрямую перевозиться между этой страной и бенинским портом. Французские урановые рудники в Нигере, продукция которых составляет крупнейший экспорт Нигера, поставляют продукцию через этот порт во Францию или на мировой рынок. |
| Нигерия          |                                        | Бенино-нигерийские отношения Бенин поддерживает стабильные отношения с Нигерией, главной региональной державой. Фактически, Бенин зависит от Нигерии в большей части своего экспорта. Его экономика в основном основана на неформальной торговле с Нигерией. - Бенин имеет посольство в Абудже; - Нигерия имеет посольство в Котону. |
| Катар            |                                        | - Бенин имеет посольство в Дохе; - Катар имеет посольство в Котону. |
| Россия           |                                        | Российско-бенинские отношения - Бенин имеет посольство в России; - Россия имеет посольство в Котону. |
| Республика Корея | 1 августа 1961 года                    | Дипломатические отношения между странами установлены 1 августа 1961 года |
| Испания          |                                        | - Интересы Бенина в Испании представлены через посольство в Париже; - Интересы Испании в Бенине представлены через посольство в Абудже. |
| Турция           | 26 марта 2001 года                     | Бенино-турецкие отношения - Турция имеет посольство в Котону. - В 2019 году объём товарооборота между странами составил сумму 142 млн. долларов США; - С 2014 года осуществляется прямое авиасообщение между Стамбулом и Котону. |
| США              |                                        | Американо-бенинские отношения Государства имеют хорошие отношения с тех пор, как Бенин стал демократическим государством. Правительство США продолжает помогать Бенину в повышении уровня жизни, что является ключом к конечному успеху эксперимента Бенина с демократическим управлением и экономической либерализацией и соответствует ценностям и национальным интересам США в сокращении бедности и содействии росту в этой стране. Основная часть усилий США в поддержку консолидации демократии в Бенине сосредоточена на долгосрочном развитии человеческих ресурсов посредством Агентства США по международному развитию (USAID). - Бенин имеет посольство в Вашингтоне; - США имеют посольство в Котону.                 |